# Primula cunninghamii
Primula cunninghamii är en viveväxtart som beskrevs av George King och William Grant Craib. Primula cunninghamii ingår i släktet vivor, och familjen viveväxter. Inga underarter finns listade i Catalogue of Life.